# Lima Trindade
Vivaldo Lima Trindade é um escritor brasileiro. Filho de pai carioca e mãe baiana, nasceu em Brasília em 1966. Morou no Rio de Janeiro e atualmente vive em Salvador, onde cursou o Mestrado em Teoria da Literatura pela Universidade Federal da Bahia. Em 1998, participou da revista Bras-ilha; criou a Verbo21 (revista que editou durante quinze anos, de 1999 a 2014) em parceria com o  poeta, guitarrista, e tradutor Wilton Rossi. Além de livros, publicou textos em jornais e revistas, como Correio Braziliense (DF), A Tarde (BA), Revista de Contos Bestiário (RS) e Revista LSD (Uruguai).

## Produção literária
Bastante influenciado pela cultura pop, principalmente pelas revistas em quadrinhos, cinema e música contemporânea, conforme declarou em entrevista ao jornal Correio Brasiliense,  Lima Trindade estreou na literatura em 2005, com duas publicações: a novela Supermercado da Solidão e a coletânea de contos Todo Sol Mais o Espírito Santo. Em 2007, lançou o seu livro de contos Corações blues e serpentinas. Em 2014, publicou a novela O retrato: ou um pouco de Henry James não faz mal a ninguém. Em 2019, lançou seu primeiro romance, As margens do paraíso, que obteve bastante destaque na mídia nacional. Além disso, alguns de seus contos estão traduzidos para o espanhol, inglês e alemão. Além dos 5 títulos publicados, o autor participou em várias antologias. Possui textos publicados em jornais, revistas, suplementos literários e em sites da internet no Brasil e no exterior. Seu primeiro livro de contos foi traduzido e publicado na Cidade do México em outubro de 2014.

## Repercussão na mídia
Os livros de Lima Trindade tiveram boa repercussão midiática, especialmente seu último livro, o romance As margens do paraíso (2019). José Nunes fez uma entrevista com o autor ("Como escreve Lima Trindade") em 20 de agosto de 2018 e mencionou seus livros Todo Sol mais o Espírito Santo (Ateliê Editorial) e Aceitaria Tudo (Mariposa Cartonera), além das novelas Supermercado da Solidão e O retrato ou um pouco de Henry James não faz mal a ninguém. Em 13 de abril de 2019, o jornalista Severino Francisco, do Correio Brasiliense dedicou uma página inteira ao livro e ao seu autor. Neste mesmo jornal, no dia 13 de julho de 2019, o jornalista Luiz Carlos Lacerda escreveu uma resenha na qual destaca: 
"O romance de Lima Trindade (As margens do paraíso) não é somente sobre o paraíso perdido do seu autor, ou da minha geração, anterior a dele, mas sobre a perda de um país que teve a Esperança como programa de nação. O Brasil da bossa nova, do Cinema Novo, do Teatro de Arena e do Oficina, da construção de um futuro interrompido pelas trevas que se seguiram e que parecem redivivas. Essa montanha-russa de abismos que é a nossa história." 
E ao comparar Lima Trindade a Lúcio Cardoso em seus romances de introspecção, acrescenta: "Tendo como pano de fundo a construção de Brasília, o escritor se revela um exímio observador da alma humana, na elaboração de riquíssimas linhas de personagens com distintas e sutis psicologias de diferentes classes sociais, projetos de vida e objetivos antagônicos". O Correio da Bahia também dedica-lhe uma página com o título: "Em romance, Lima Trindade mostra a cidade de Brasília antes do golpe". Na mesma linha, O Diário de Pernambuco, de 2 de abril de 2019, dedicou-lhe uma página na qual destaca: "Livro de Lima Trindade questiona a utopia de paraíso".
Whisner Fraga comentou o romance  e leu um trecho da obra em seu canal Acontece nos livros, no Youtube, afirmando que esta obra ("a mais ousada e bem sucedida de Lima Trindade") sobre a construção de Brasília é "um romance profundo e de fôlego". A jornalista Talita Cerqueira fez uma entrevista com o autor sobre o seu livro em 24 de outubro de 2019 para o programa Soterópolis da TVE. Em 30 de novembro de 2019, a série Leituras da TV Senado dedicou-lhe um programa intitulado "A construção de Brasília na literatura de Lima Trindade", onde o entrevistador destaca que o livro "fala sobre a saga dos homens e mulheres que foram para o Planalto Central em busca de uma nova vida com a construção da capital: Brasília". Lima Trindade também foi entrevistado por Ademir Luiz, na FLIP 2019, em Paraty, em conversa com o escritor  sobre sua formação, sua obra e a relação entre literatura e história.

Na resenha "Romance de Lima Trindade revela a terceira margem de Brasília" para o Jornal Opção (4 de agosto de 2019), Ronaldo Cagiano fala do leitmotiv da obra (a construção de Brasília) e da destreza e habilidade do autor ao investigar documentos históricos e pesquisar sobre a época, que ao "traçar um perfil não apenas da cidade que se erguia no meio da poeira do cerrado, mas um roteiro psicológico e profundamente humano da heterogênea população". Cagiano acrescenta ainda:
"O livro “As Margens do Paraíso” traduz-se numa prosa sofisticada, cuja tessitura poética realiza uma apreensão fotogênica, sincera e não caricatural ou estereotipada, pois penetra a poeira e o cipoal da grande maratona de gente, máquinas e ideias que forjou um grande surto desenvolvimentista nacional. Expõe as dores e delícias desse período recente, mas crucial, da vida brasileira, que tem na construção de Brasília um divisor de águas. Um livro-cinema, uma obra-documento sobre uma utopia que, apesar de seus desvios, ainda está por se realizar, pois o sentido de sua construção, entre outros, de tornar o Brasil menos desigual e mais integrado, mais inclusivo e humano, reclama por completar-se."

## Obras mais importantes
- Supermercado da Solidão, novela (2005)
- Todo Sol Mais o Espírito Santo, coletânea de contos (2005)
- Corações blues e serpentinas, contos. (2007)
- O retrato: ou um pouco de Henry James não faz mal a ninguém, novela  (2014)
- As margens do paraíso, romance (2019)